# Reino da Judeia
O Reino Asmoneu da Judeia foi um reino governado pela dinastia dos asmoneus  que deteve o controle das regiões próximas e vizinhas da Judeia durante a Antiguidade Clássica. Entre os anos de 140 e 116 a.C., os asmoneus governaram a região da Judeia de maneira bastante autônoma em relação ao Império Selêucida. 
Em 110 a.C., o Império Selêucida estava a beira do colapso. A dinastia dos asmoneus foi fundada e liderada inicialmente por Simão Macabeu. Duas décadas mais tarde o irmão de Simão, Judas Macabeu, derrotou as Tropas Selêucidas na Revolta dos Macabeus, segundo fontes referidas no  Primeiro e Segundo Livro dos Macabeus, incluindo o primeiro livro da história da Guerra dos Judeus, escrito pelo historiador Flávio Josefo, logo após a bem sucedida invasão militar de Antíoco IV, rei do Egito Ptolomaico. Assim, os asmoneus declararam sua independência e expandiram seu território para as regiões de Galileia, Itureia, Petra, Idumeia e Samaria, autodeclarando-se basileus. Certos arqueólogos se referem a este período como o Reino Independente de Israel.
No ano de 63 a.C., o reino foi conquistado pela República Romana e então declarado estado cliente de Roma. A dinastia dos asmoneus permaneceu no governo por mais de 103 anos, até ser subtituída pela dinastia dos idumeus, com Antípatro (pai de Herodes), pai de Herodes, o Grande. Segundo Flávio Josefo, a legitimidade do reinado de Herodes o Grande era contestada, por ele ser um idumeu. Numa tentativa de obter essa legitimidade, ele casou-se com Mariamne, uma asmoneia filha do alto sacerdote do Templo. Ainda assim, ele vivia temeroso de uma revolta popular, razão pela qual teria construído, como refúgio, a fortaleza de Massada.

## Etimologia dos Asmoneus
O título da Dinastia dos Asmoneus nasceu com o ancestral da família, Asamoneus ou Asmoneus (dito pelo antigo historiador judeu Flávio Josefo), que se diz ter sido o bisavô Matatias, mas além disto não se sabe mais nada. Outra ideia da origem remonta a vila de Cheshmon, que aparece no livro de Josué capítulo 15 verso 27.